# تاریخ یهودیت کمبریج
تاریخ یهودیت کمبریج (به انگلیسی: The Cambridge History of Judaism) یک مجموعه کتاب تاریخی است که از ۱۹۸۴ تا ۲۰۰۶ توسط تاریخ‌نگاران در ۴ جلد نوشته و ویراسته شده و توسط انتشارات دانشگاه کمبریج، منتشر شده‌است.
سه جلد اول این مجموعه کتاب، تاریخ یهودیان از تبعید در ۵۸۷ پیش از میلاد مسیح تا اوائل دوران روم در قرن سوم پس از میلاد را پوشش می‌دهد. این سه جلد نگاهی جامع و عمیق دربارهٔ تاریخ یهودیان و مسیحیان در محدوده‌های جغرافیایی و مذهبی را مورد مطالعه قرار می‌دهد.

## مجلدها

### جلد یکم
جلد اول این کتاب به دوره پارسیان (ایرانیان باستان) و دو قرن و نیم پس از تبعید بابلی‌ها می‌پردازد.
- The Cambridge History of Judaism Volume 1: Introduction: The Persian Period

### جلد دوم
- The Cambridge History of Judaism Volume 2: The Hellenistic Age

### جلد سوم
- The Cambridge History of Judaism Volume 3: The Early Roman Period

### جلد چهارم
جلد چهارم دوره ۷۰ پس از میلاد تا ۶۴۰ پس از میلاد (ظهور اسلام) را پوشش می‌دهد که توسعه تاریخی، سیاسی و فرهنگی تاریخ یهودیت را در این دوره بحرانی مورد بررسی قرار می‌دهد. به‌طور ویژه این جلد رشد یهودیت خاخامی و بیشتر منابع خاخامی باستانی مانند میشنا، تلمود اورشلیم، تلمود بابلی و مجموعه‌های متعدد میدراشی و ادبیات عرفانی یهودیت آغازین و رشد کنیسه را پوشش می‌دهد.
- The Cambridge History of Judaism Volume 4: The Late Roman-Rabbinic Period